# Brødrene paa Uglegaarden
Brødrene på Uglegaarden er en dansk spillefilm fra 1967 med instruktion og manuskript af Alice O'Fredericks og Ib Mossin.
Filmen er den trettende i serien af Morten Korch-film, men den nærmere baggrund kendes ikke. Dfi.dk oplyser, at filmens forlæg er „Efter roman af Morten Korch“, til trods for at Morten Korch ikke har skrevet en roman med samme titel som filmen. I det trykte program fra ASA præsenteres filmen kun som „Morten Korch farvefilmen“ (og ikke „Efter Morten Korchs roman ...“, som de øvrige foregående film, der bygger på Morten Korch-værker).
Filmen er Alice O'Fredericks’ sidste Morten Korch-film inden hendes død. Denne film er sammen med den foregående film i rækken (Krybskytterne paa Næsbygaard) de eneste to af ASA's 14 Morten Korch-film (og af fru Alices 13 Morten Korch-film), som Poul Reichhardt ikke medvirker i.

## Handling
Et sted på Fyn, hvor de levende hegn omkranser de bugnende marker, ligger Uglegaarden, den største og rigeste gård i sognet. Den ejes af enken Dora og hendes tre stedsønner Karl, Viggo og Thomas. De tre brødre ses altid sammen og terroriserer egnens øvrige unge. Deres tilholdssted er landsbyens kro, hvor kropigen Sara må finde sig i deres grovkornede tilnærmelser.

## Medvirkende
Blandt de medvirkende kan nævnes:
- Astrid Villaume
- Kjeld Jacobsen
- Bertel Lauring
- Baard Owe
- Erik Kühnau
- Ejner Federspiel
- Ib Mossin som Henrik
- Gunnar Lemvigh
- Henry Lohmann
- Karen Wegener
- Lili Heglund
- Folmer Rubæk